# یوهانس ریدل
یوهانس ریدل (انگلیسی: Johannes Riedl; ۲ ژانویهٔ ۱۹۵۰ – ۱۹ اوت ۲۰۱۰) بازیکن فوتبال اهل آلمان بود.
از باشگاه‌هایی که در آن بازی کرده‌است می‌توان به باشگاه فوتبال کایزرسلاوترن، باشگاه فوتبال آرمینیا بیله‌فلد، باشگاه فوتبال کیکرز اوفنباخ، باشگاه فوتبال هرتابرلین، و باشگاه فوتبال دویسبورگ اشاره کرد.